# William Moore Benidickson
Pour les articles homonymes, voir Benidickson.
William Moore Benidickson (8 avril 1911-4 janvier 1985) est un homme politique canadien de l'Ontario. Il est député fédéral libéral et libéral-travailliste de la circonscription ontarienne de Kenora—Rainy River de 1945 à 1965. Il est ministre dans le cabinet du premier ministre Lester Pearson,.

## Biographie
Né à Dauphin en Manitoba, Benidickson étudie le droit à l'Université du Manitoba. Durant la Seconde Guerre mondiale, il est commandant d'escadron dans l'Aviation royale canadienne.

## Politique
Élu en 1945, il parvient à être élu avec l'étiquette de Libéral-travailliste et une alliance avec le Parti communiste du Canada en raison de l'historique de la circonscription qui avait déjà élu candidats travaillistes indépendants et de la pression exercée par le Parti social démocratique du Canada. Malgré cette étiquette, il siège avec le caucus libéral.
Benidickson sert comme assistant parlementaire du ministre des Finances Douglas Abbott.
Il entre au cabinet de Lester Pearson à titre de ministre des Mines et des Études techniques en 1963. Il est nommé au Sénat du Canada en 1965 et y siège comme sénateur libéral jusqu'à son décès en 1985
La femme de Benidickson, Agnes McCausland Richardson, est la première femme chancellière de l'Université Queen's de Kingston.